# Jan Tolkmitt
Jan Tolkmitt (* 17. Mai 1972 in Göttingen) ist ein deutscher Jurist. Er ist seit dem 1. Januar 2019 Richter am Bundesgerichtshof.

## Leben und Wirken
Nach seinem Studium war Tolkmitt von 1998 bis 2001 als wissenschaftlicher Mitarbeiter von Ernst-Joachim Mestmäcker am Max-Planck-Institut für ausländisches und internationales Privatrecht tätig. 2002 wurde er durch die Universität Hamburg mit einer von Mestmäcker betreuten Arbeit zum Thema „Tauschgerechtigkeit im kollektiven Urheberrecht“ promoviert. Nach Abschluss seiner juristischen Ausbildung arbeitete Tolkmitt von 2003 bis 2005 als Rechtsanwalt bei Allen & Overy.
2005 trat er in den Justizdienst der Freien und Hansestadt Hamburg ein und war zunächst beim Landgericht Hamburg sowie beim Amtsgericht Hamburg eingesetzt. 2007 wurde er zum Richter am Landgericht ernannt. Von April bis September 2011 war Tolkmitt an das Hanseatische Oberlandesgericht Hamburg und von Oktober 2011 bis Dezember 2013 als wissenschaftlicher Mitarbeiter an den Bundesgerichtshof abgeordnet. 2014 erfolgte seine Ernennung zum Vorsitzenden Richter am Landgericht.
Das Präsidium des Bundesgerichtshofs wies Tolkmitt zunächst dem vornehmlich für das Bank- und Börsenrecht zuständigen XI. Zivilsenat zu. Seit dem 1. September 2019 gehört er dem Kartellsenat sowie dem zu diesem Zeitpunkt neu eingerichteten XIII. Zivilsenat an.